# Lodderia waitemata
Lodderia waitemata là một ốc biển nhỏ, là động vật thân mềm chân bụng sống ở biển trong họ Liotiidae.